# Pierre Georges Louis d'Hugues
Pierre Georges Louis d'Hugues (8 de novembre de 1873 – 21 d'agost de 1961) va ser un tirador d'esgrima francès que va competir a cavall del segle xix i del segle xx.
El 1900 va prendre part en els Jocs Olímpics de París, on va disputar tres proves del programa d'esgrima. Finalitzà en cinquena posició en la competició de floret individual, mentre en sabre i espasa individual quedà eliminat en sèries.
Sis anys més tard, als Jocs d'Atenes, va disputar quatre proves del programa d'esgrima. Guanyà la medalla d'or en la competició d'espasa per equips i la de bronze en la de floret, mentre en espasa i sabre individuals quedà eliminat en sèries.